# レイルジェット
レイルジェット (railjet: RJ) およびレイルジェット・エクスプレス (railjet xpress: RJX) は、オーストリア連邦鉄道 (ÖBB)・チェコ鉄道 (ČD) などが運行する国際優等列車の種別で、2008年12月に運行を開始した。オーストリアを代表する高速旅客列車として、同国内および周辺各国の主要都市を結んでいる。

## 概要

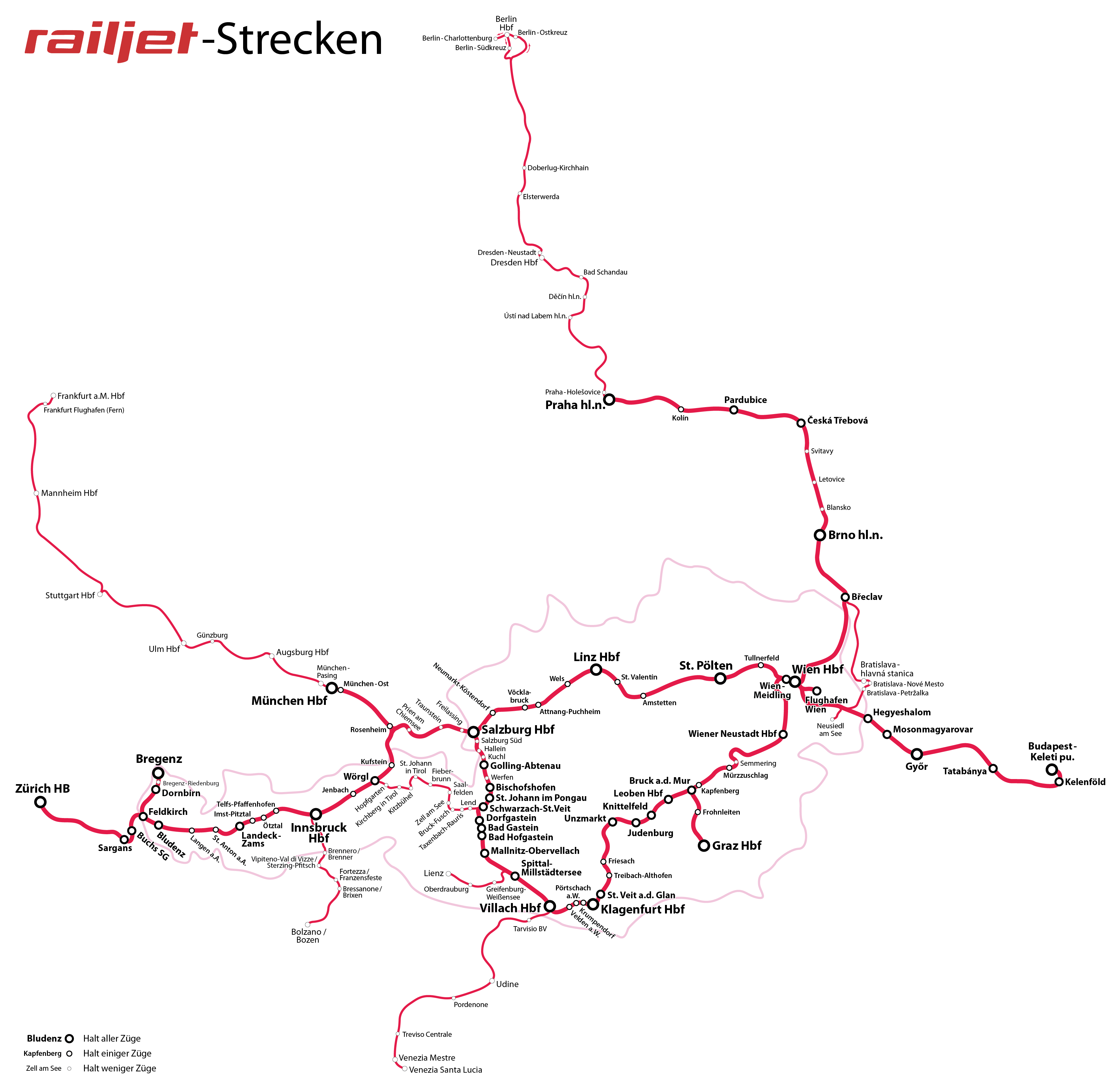
レイルジェット運行路線図

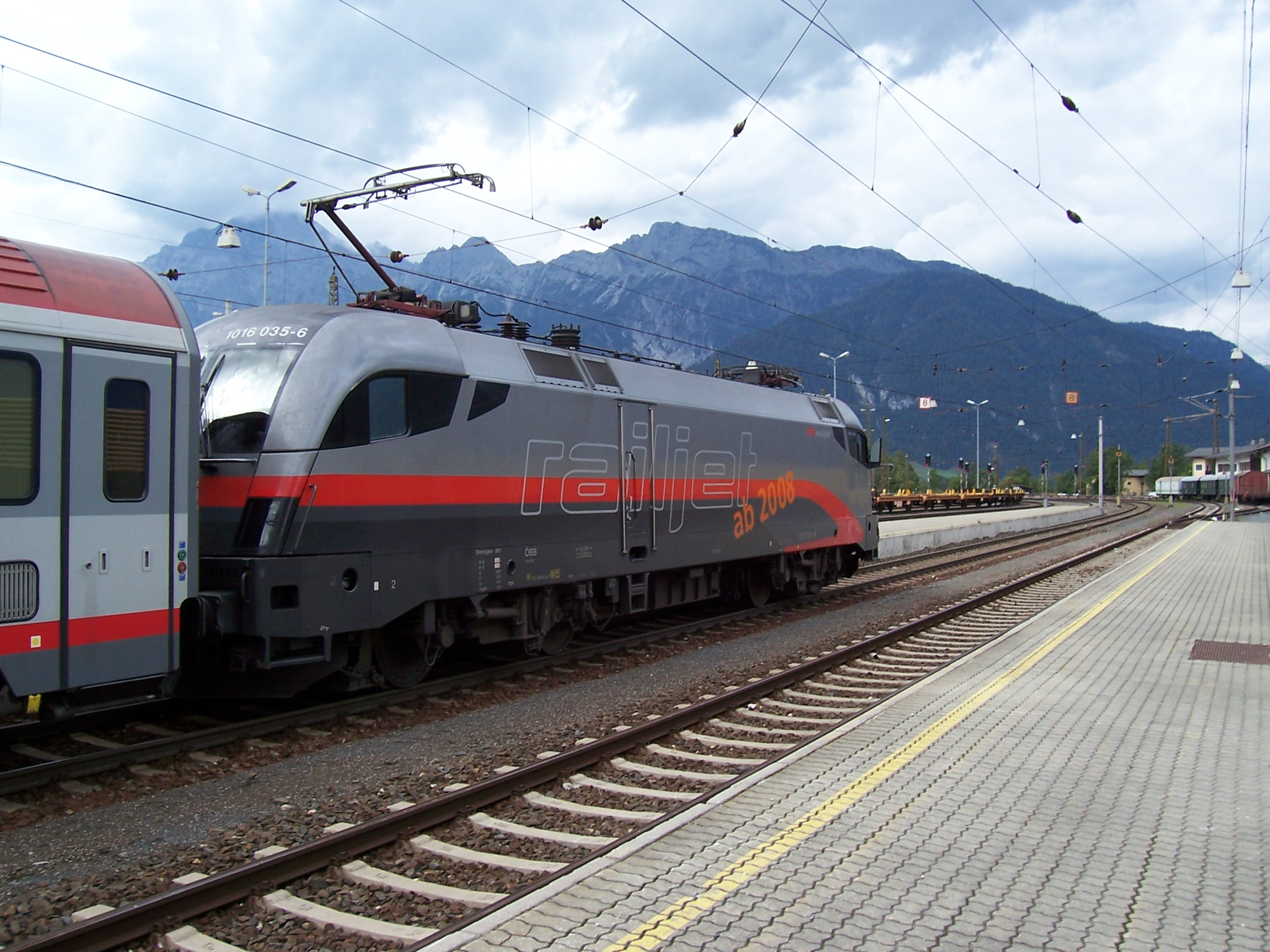
試験塗装の1016形電気機関車

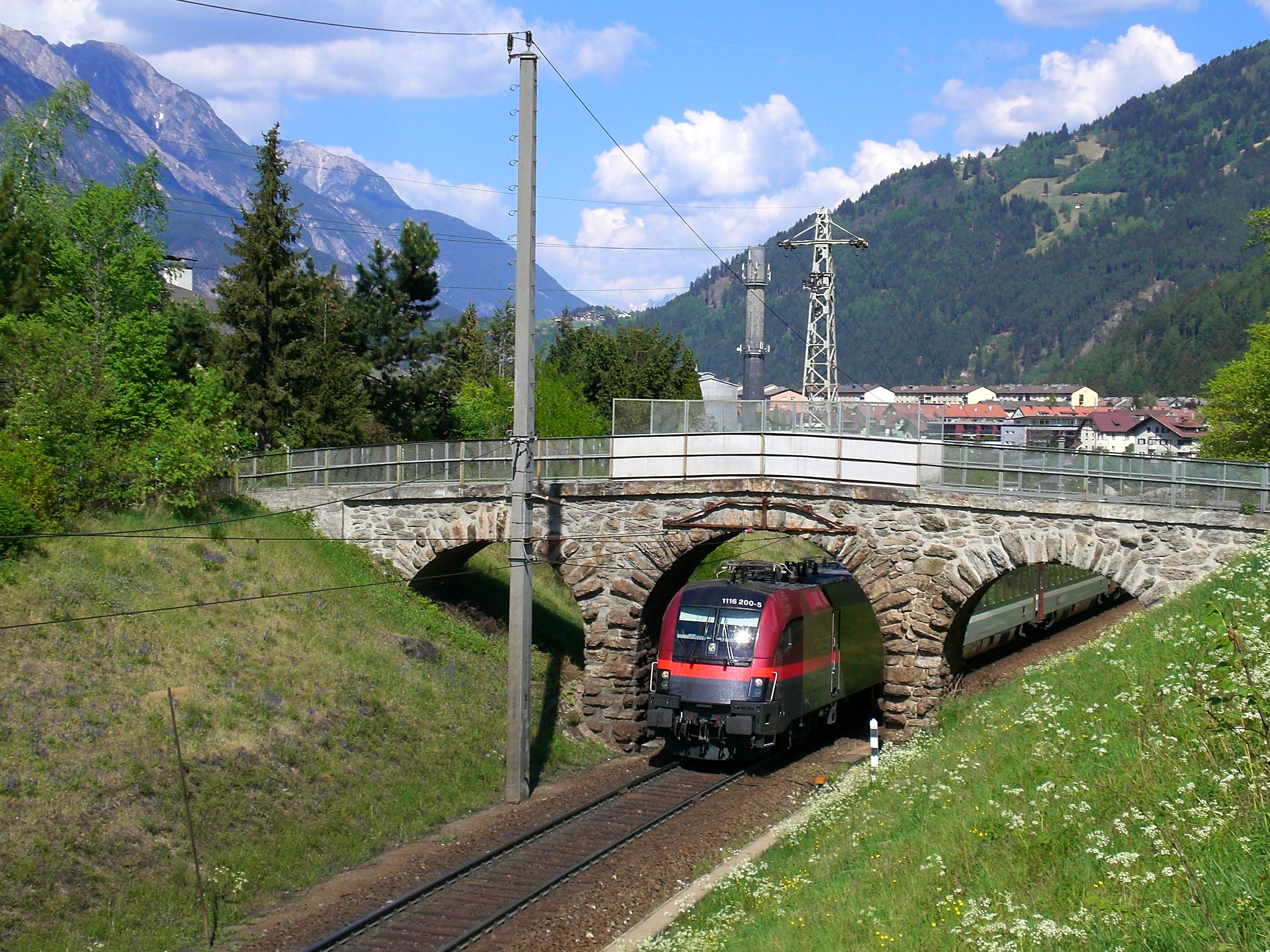
試験塗装の1116形電気機関車

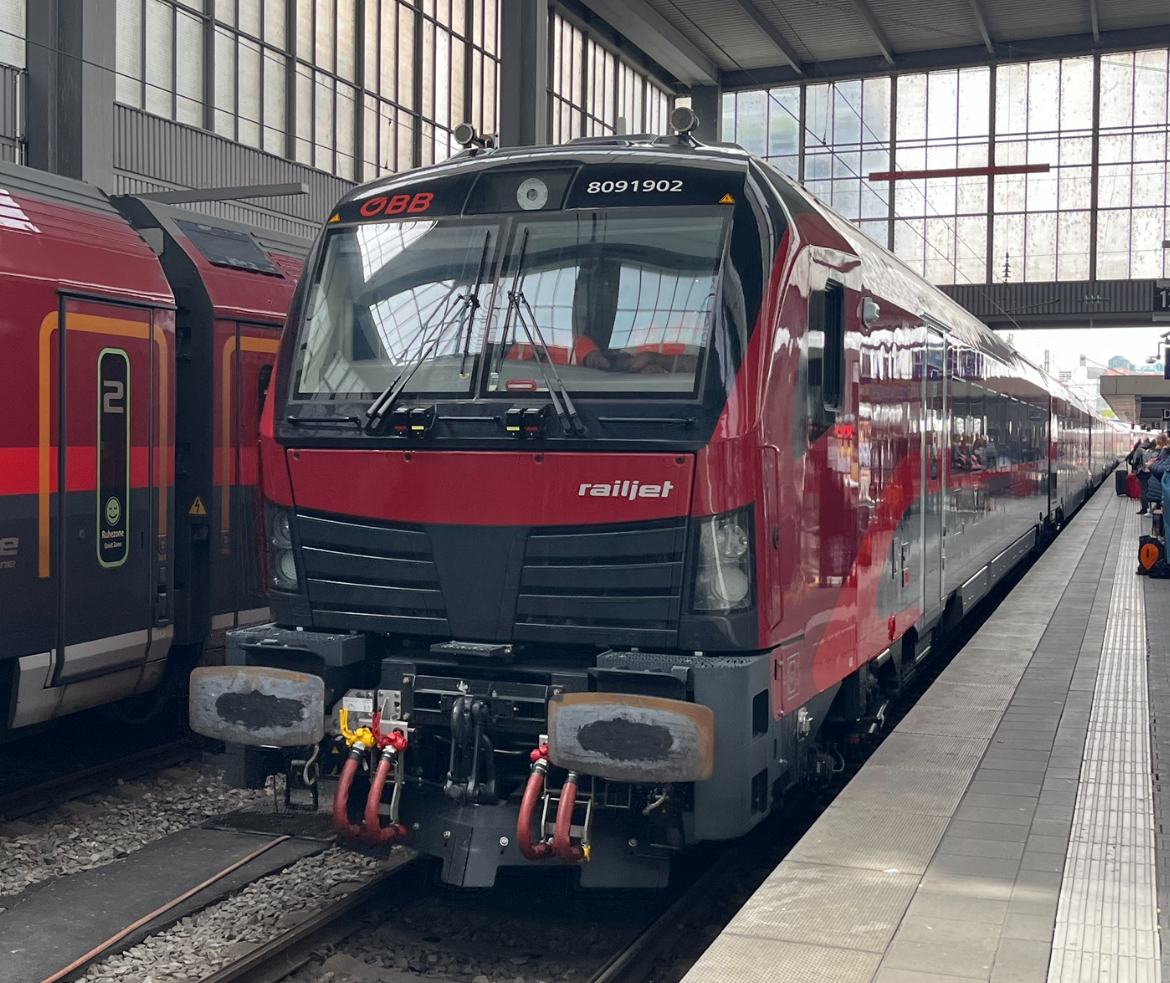
第二世代のレイルジェット

オーストリアの国鉄系旅客列車運行事業者であるÖBBが、欧州鉄道網の要衝である地の利を生かし、ユーロシティなど従来の国際優等列車よりも所要時間を短縮し、車内サービスを大幅に向上した新しい国際優等列車として開発した列車種別である。
ÖBBおよびČDが保有する専用編成は、最後尾をプッシュプル運転用制御客車とした7両編成のシーメンス製「ヴィアッジオ・コンフォルト」(Viaggio Comfort) 形客車で、営業最高速度は230 km/hである。同社製の「ユーロスプリンター」形汎用電気機関車（ÖBB形式・1116形交流電気機関車および1216形交直流電気機関車、愛称「タウルス」）を牽引機に指定しているが、ディーゼル機関車による運用も可能である。
種別はレイルジェットと、オーストリア国内の停車駅をさらに削減した速達形のレイルジェット・エクスプレスの2種があり、現在は国際運用の大半がレイルジェット・エクスプレスである。オーストリア、ドイツ、スイス、ハンガリー、チェコ、スロバキア、イタリア各国の国鉄系旅客列車運行事業者が運行し、ÖBBの訓練センターなどで教育訓練を受け、1116形または1216形電気機関車の操縦者資格を得た各国運行事業者所属の機関士が、所管する当該国の国鉄線内で乗務している。

### 特徴

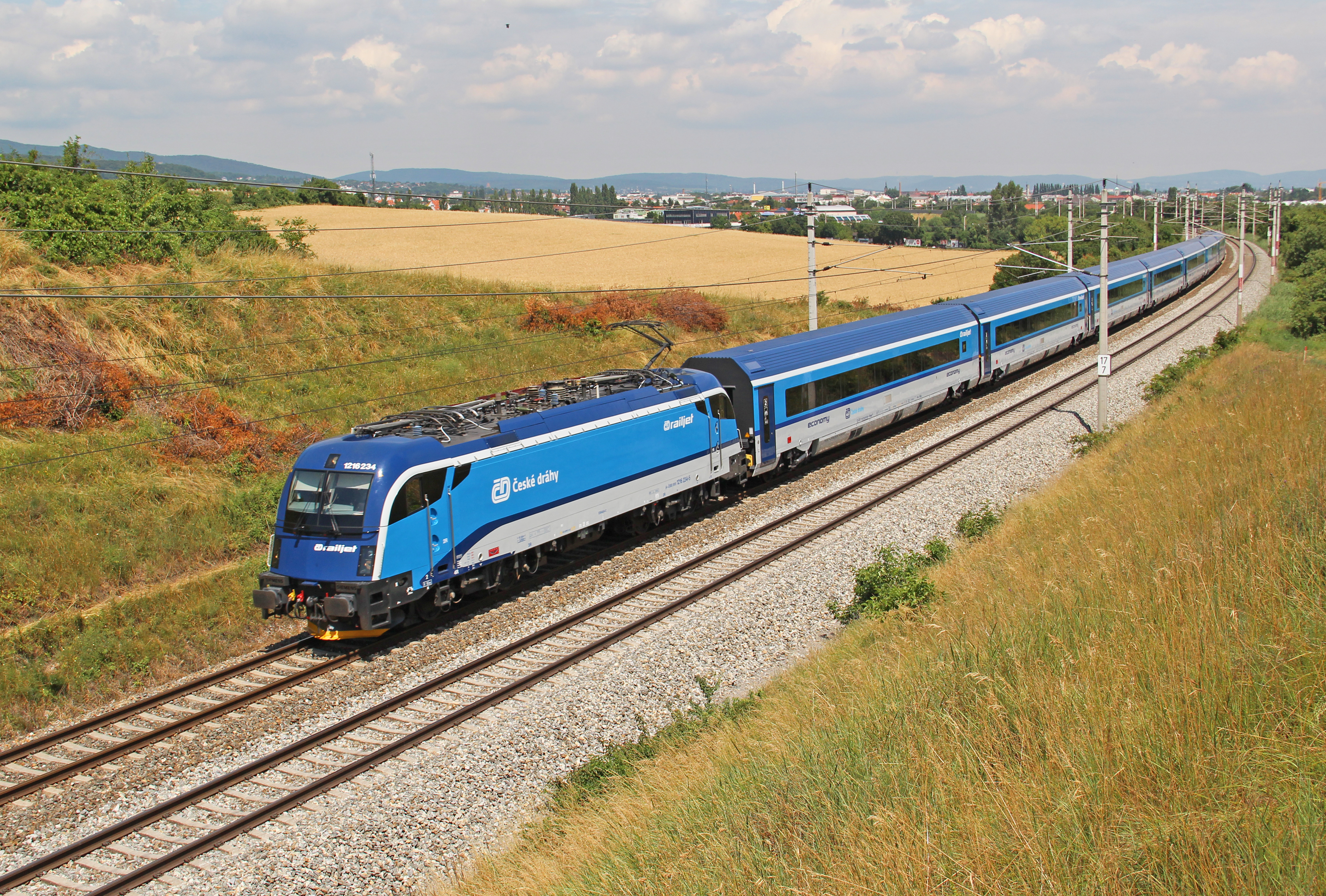
鮮やかなブルーの"ČD railjet"

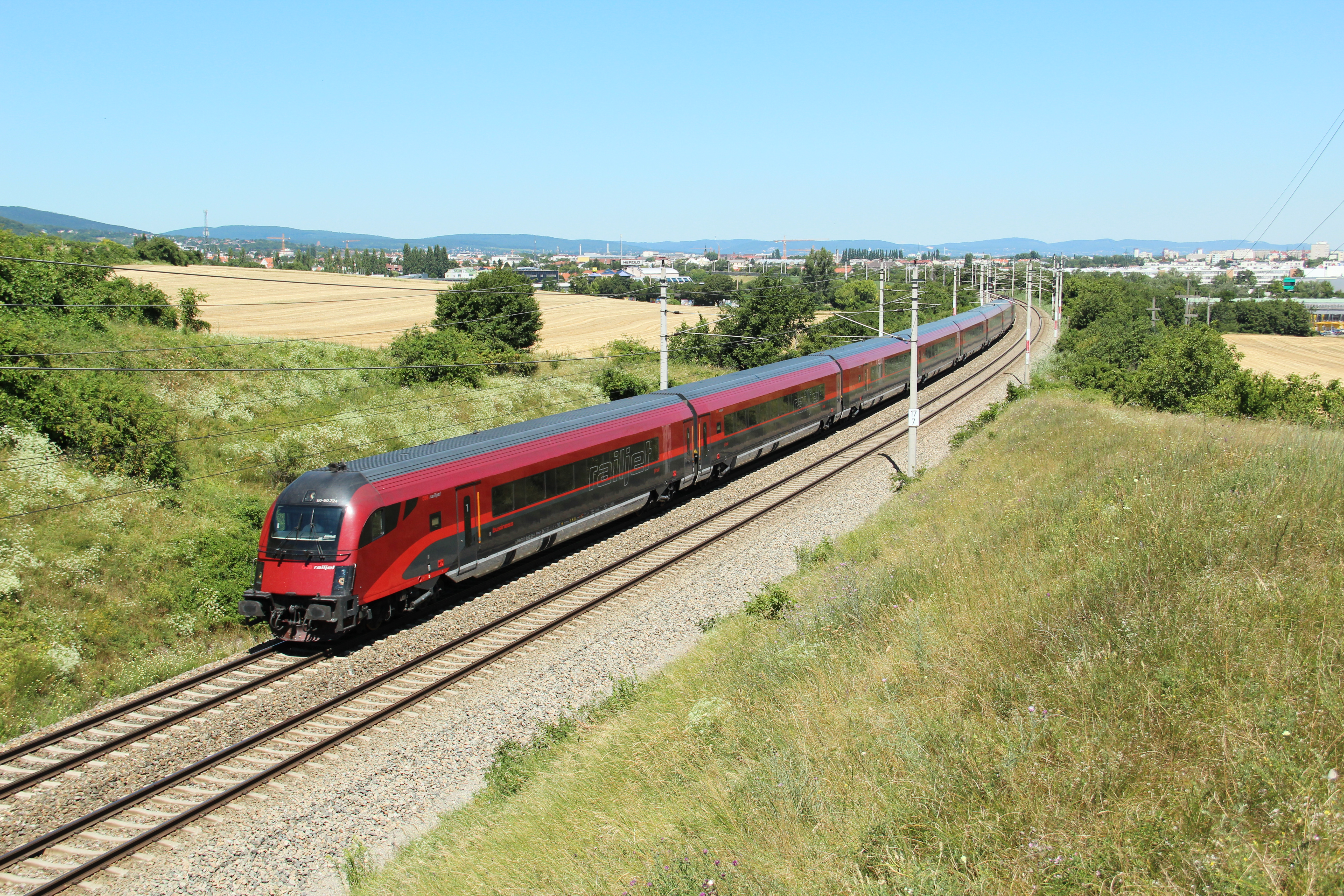
シックなワインレッドの"ÖBB railjet"

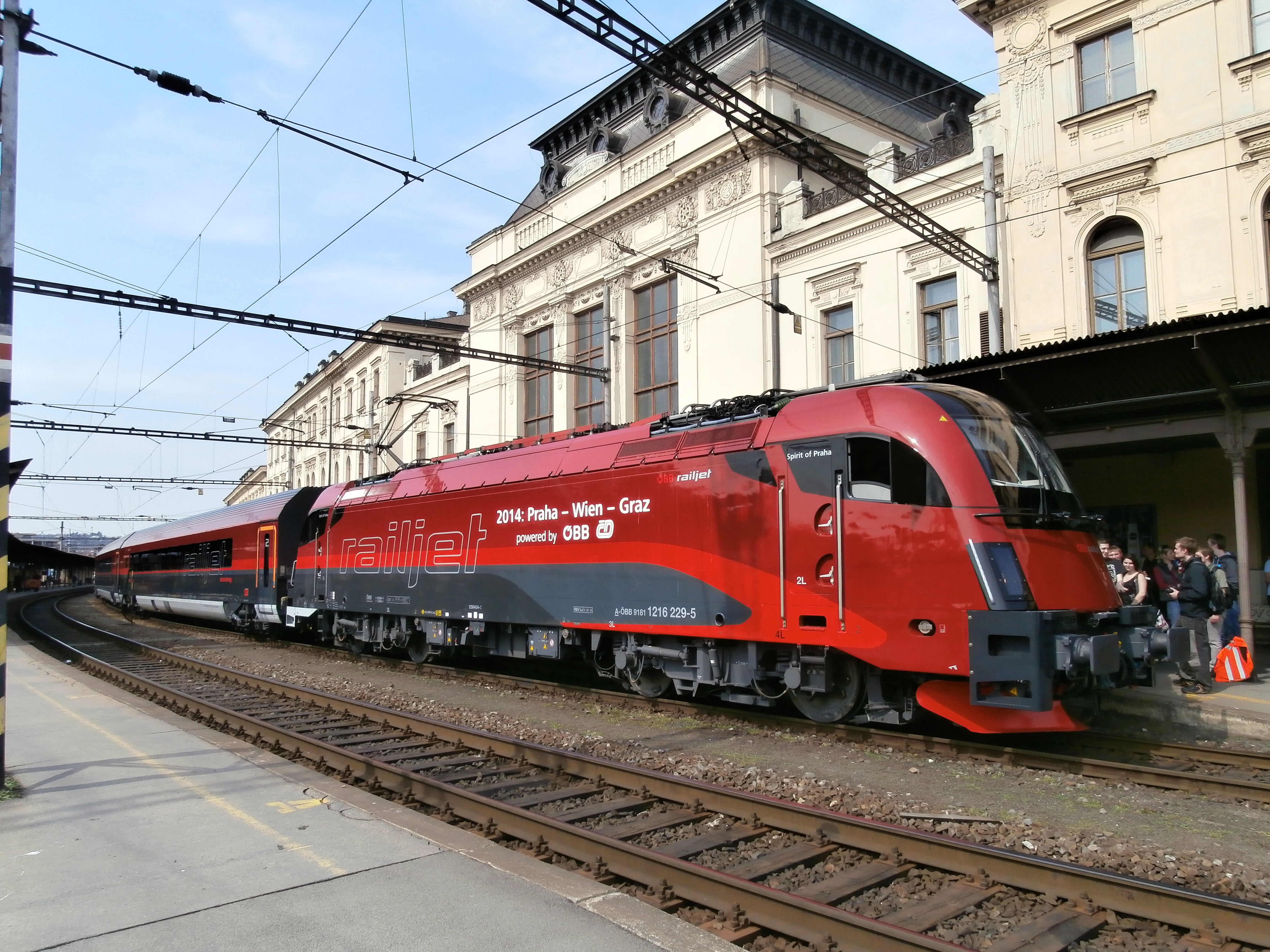
プレゼンテーションを行う"Spirit of Praha"（ブルノ本駅にて）

客席には初めて3クラス制を採用。列車名に合わせて小文字で表現されるのが特徴で、business（1等ビジネス席）、first （1等席）、economy（2等席）の各クラスを設定した。2012年のクラス再編まではビジネスクラスがpremium、ファーストクラスがbusiness であった。現在の名称は一般的な航空機のクラス概念とは逆になっている。上位2種のクラスでは、レイルジェット登場に合わせてターミナル駅に設置された"Club Lounge"（クラブ・ラウンジ）を利用することができ、さらに食堂からのケータリングをはじめとするシートサービスが用意されている。また、発券時に利用区間を指定できる「任意予約制」を採用しているが、2014年から一部路線で全席指定化が実施された。
固定編成の概念を導入。客車と機関車で統一したデザインが採用され、電車のように編成の前後で同じスタイルに見えるよう考慮されている。そのため端部に来る制御客車は、機関車と共通性を持たせた前面形状となっている。この制御客車に設けられた運転室から遠隔操作することで、機関車が客車を押す形で走行する「ペンデルツーク」方式を可能とした。進行方向が変わる場合でも機関車を付け替える必要がなくなり、折返し時間の短縮に貢献している。また、総括制御用の回路を客車に引き通すことで、編成まるごとの重連運転（8両編成×2本）にも対応している。
カラーリングはワインレッドを基調として屋根に濃いグレー、腰板から床下にかけて3色の異なるグレーを配し、窓下は明るいレッドで引き立てている。一方、2014年から登場したČD編成では全体が濃淡ブルーになり、屋根の立ち上がりと腰板をホワイトにするなど、近年のČD標準色を踏襲したものとなった。塗り分けは機関車にも共通で採用され、編成を組む際に側面のラインが一致するようデザインされているが、機関車は一般列車の牽引も行うため、運用上どうしても前後逆になることがある。その際は側面の塗り分けが客車と連続しない。また専用塗装でないものが代走することもある。
使用機関車は2電源の1116型のみであったが、チェコでの運用開始を機に3電源の1216型を加えて現在に至っている。これらは"タウルス"と呼ばれる形式であり、細かな差異を除いてほぼ同一の外観を持っている。
ÖBBの客車と機関車の一部には愛称が付けられており、運転室付近の車体側面に"Spirit of ○○"（○○の部分にはレイルジェットが運転される都市名や国名などが入る）と小さく標示されているものがある。Salzburg、Linz、Viennaなどに混じり、最終増備車である第51編成には"railjet fifty-one"、2013年4月にチェコ国内でプレゼンテーションを行った1216型229号機には"Spirit of Praha"の愛称が特別に与えられている。

## 車内設備

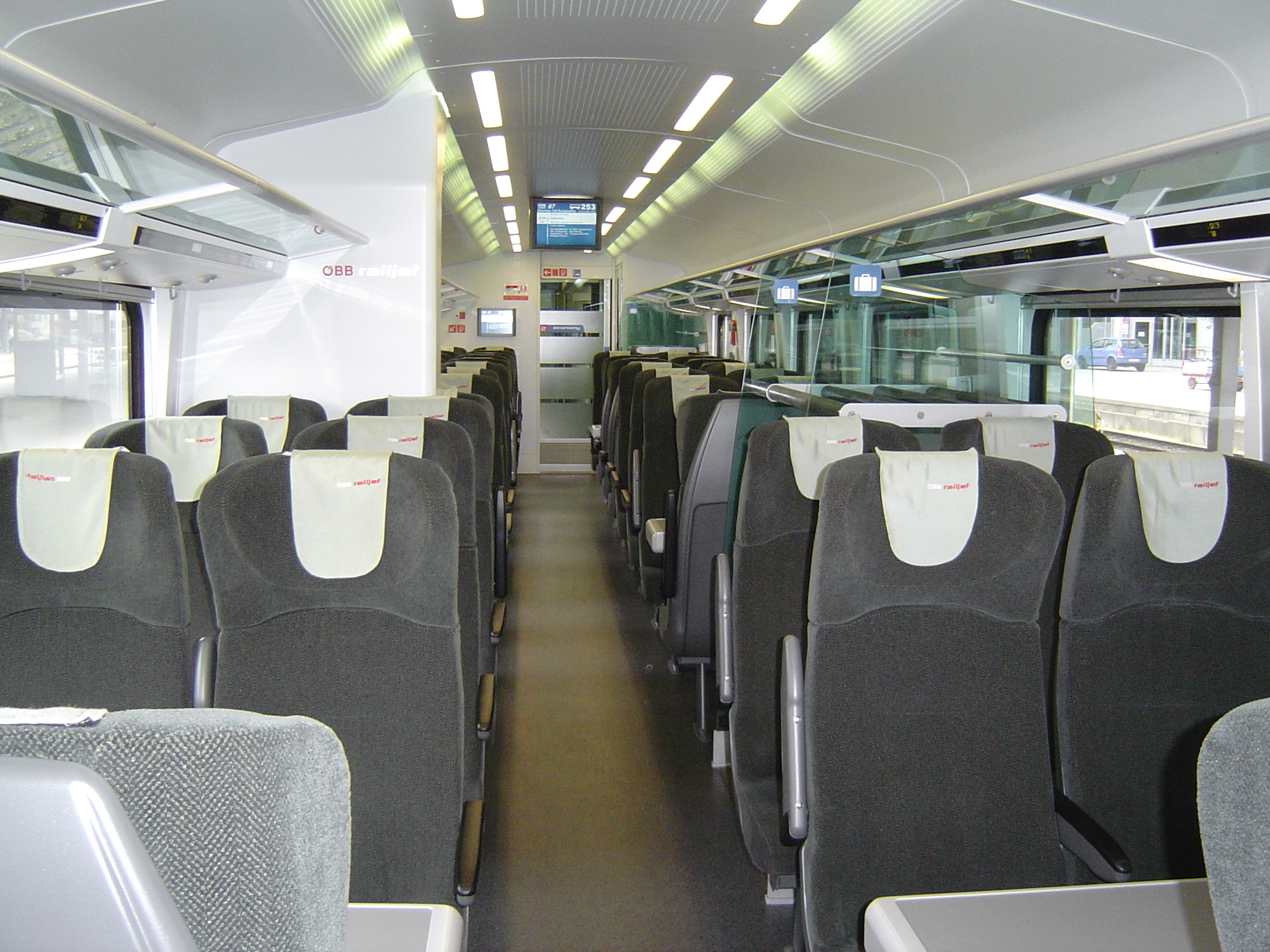
グレー基調のÖBB車内

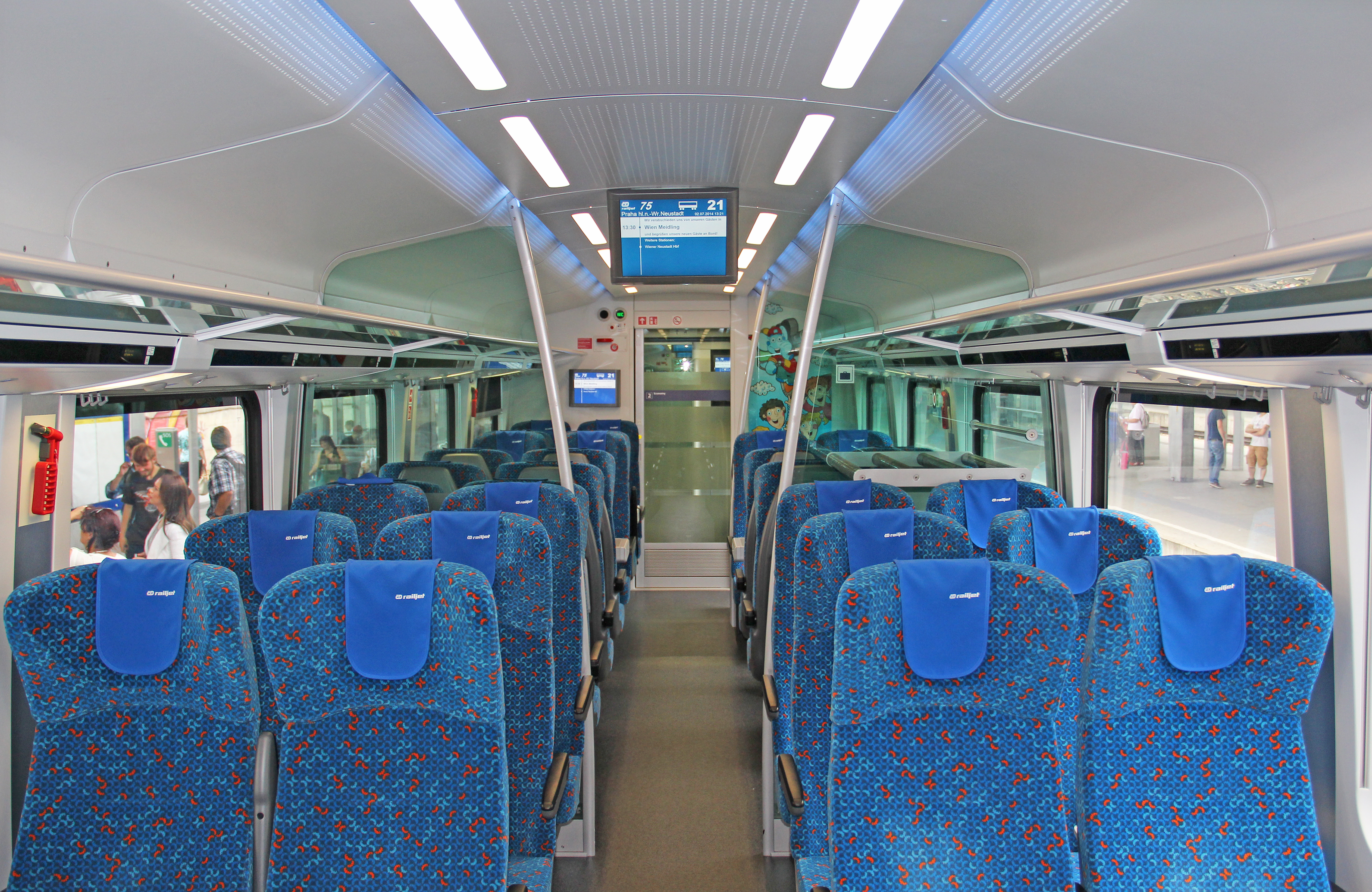
ブルー基調のČD車内

ÖBB編成がグレートーンを基調としたシックでモダンなイメージなのに対し、ČD編成ではエコノミークラスがブルー系になるなど異なるインテリアデザインを採用している。車内には通路部分の天井をはじめ出入口の壁面など80箇所にディスプレイが設置され、停車駅や現在位置をはじめとする案内情報を表示。またすべての座席にコンセントを備えている。2012年からはWi-Fiによるインターネットを無料で利用できるようになったが、利用はオーストリア国内に限られ、国境付近などでは電波が不安定なことがある。
座席数はÖBB編成が、ビジネス16席、ファースト（1等）76席、エコノミー（2等）316席で、レストラン（食堂）は14席である。一方、ČD編成ではレストランを除いて大幅な変更が加えられており、ビジネス6席、ファースト42席、エコノミー384席で、加えて荷物室の10席（補助席）が計上されており、収容力を重視した構成となっている。いずれの座席も固定式で、進行方向に合わせて向きを変えることはできない。
1等座席では両クラスともにウェルカムサービスとしてドリンクやスナック、新聞・雑誌などが無料で提供され、さらに各座席に備え付けのメニューで食堂からのケータリングも可能となっている（食事代は座席にて支払い）。これらのシートサービスは、以前はプレミアムクラスのみの設定で無料であった。食事代を含む分、座席指定料金が25ユーロと高額であったためニーズに合わず、クラス再編に追い込まれた。
ビジネスクラス "business"（旧 premium）
オープンサロンとドアのないコンパートメントを組み合わせた、セミコンパートメントタイプの1等ビジネス座席。独立したヘッドレストやレッグレストを持った大型の電動リクライニングシートが備わり、コンパートメント部分では向かい合う相手と足が当たらないよう、枕木方向に半分ずつオフセットして配置されている。ÖBB車ではビジネスクラスとの間にレストランを補助する小型ギャレーを備え、ウェルカムサービスに使用する。
ファーストクラス "first"（旧 business）
オープンサロンタイプの1等座席。ヘッドレスト部分の大きい革張りのリクライニングシートが横2列＋1列で配置され、各座席は独立。シートピッチにも大きな余裕を持たせている。その他の細かな設備は2等車とほぼ同じ。座席配列の都合上、通路は一方に偏っているが、間仕切り部分のみ1＋1列の配列にして中央に遷移させている箇所もある。車いす使用での乗車を考慮したバリアフリー区画が存在する。またビジネスクラスと隣り合う区画は「サイレンスルーム」に設定されており、間仕切りにピクトグラムが貼られ、携帯電話やイヤホンなど音が出るものを使用しないよう呼びかけられている。
エコノミークラス "economy"
オープンサロンタイプの2等座席。中央に通路があり、2人掛けの固定式クロスシートが横2列＋2列で配される。欧州で標準的な「集団見合い式」を複数組み合わせた形態で、向かい合わせとなる区画にはスライド式のテーブルを設けている。逆に背中合わせの部分にはスペースを取って荷物棚を設けた箇所がいくつかある。
レストラン "restaurant"（旧 bistro）
編成中に1箇所存在するビュッフェタイプの供食スペース。カウンター部分は円弧状になっている。以前は「ビストロ」と称する立食形式であったがクラス再編に伴い改装が進められ、テーブル席の採用で名称も変わった。ビストロ時代は腰掛けや簡易座席、小さめのガラステーブルなどを配置していた。製造時期により最初からレストランで登場した車両が存在する。本格的な厨房設備を備えており、ケータリング時にも器に盛りつけた状態で運ばれてくる。テーブル席は2人掛けと4人掛けがあり、着席して食事が楽しめる。

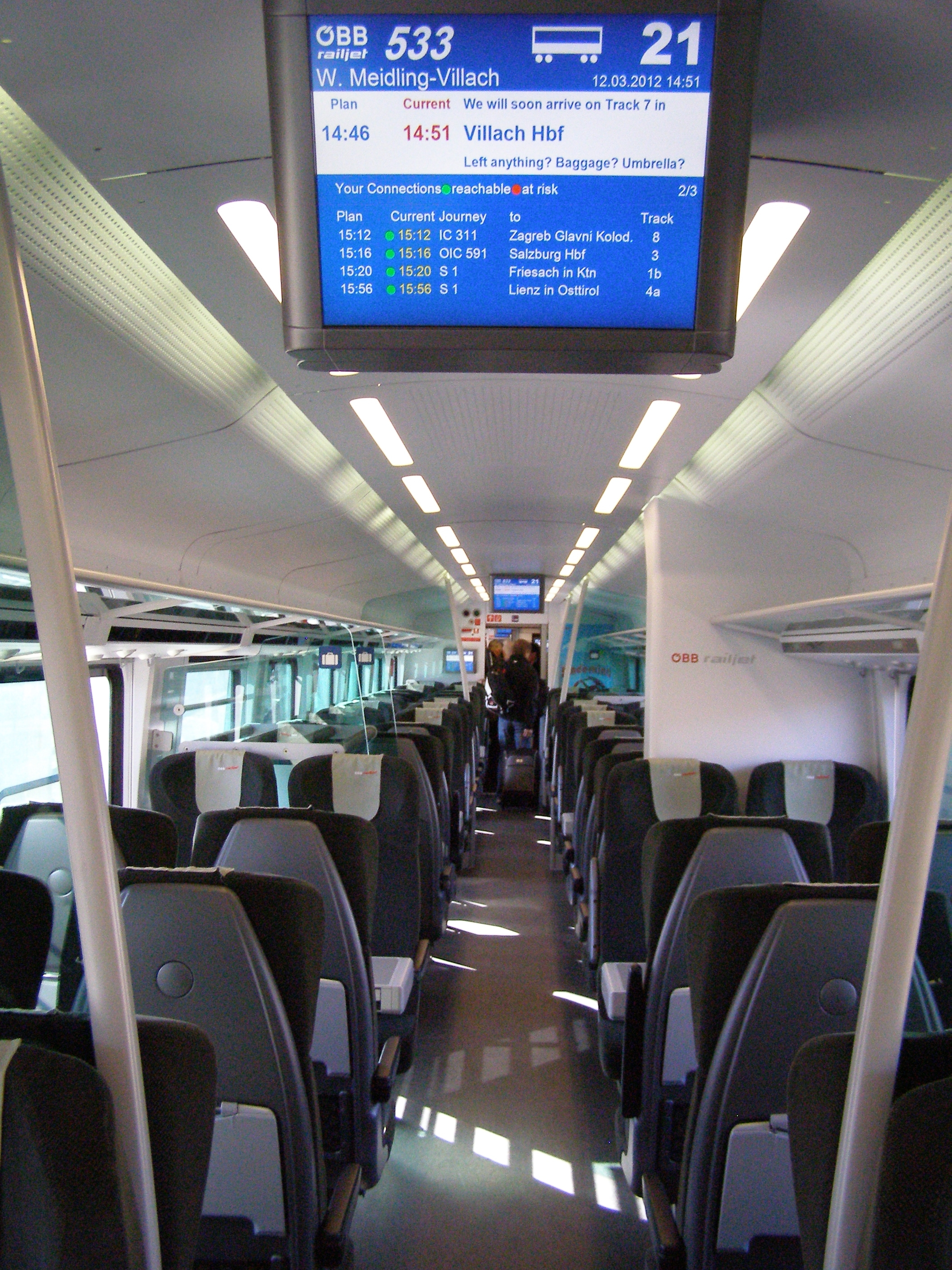
エコノミークラスとマルチディスプレイ
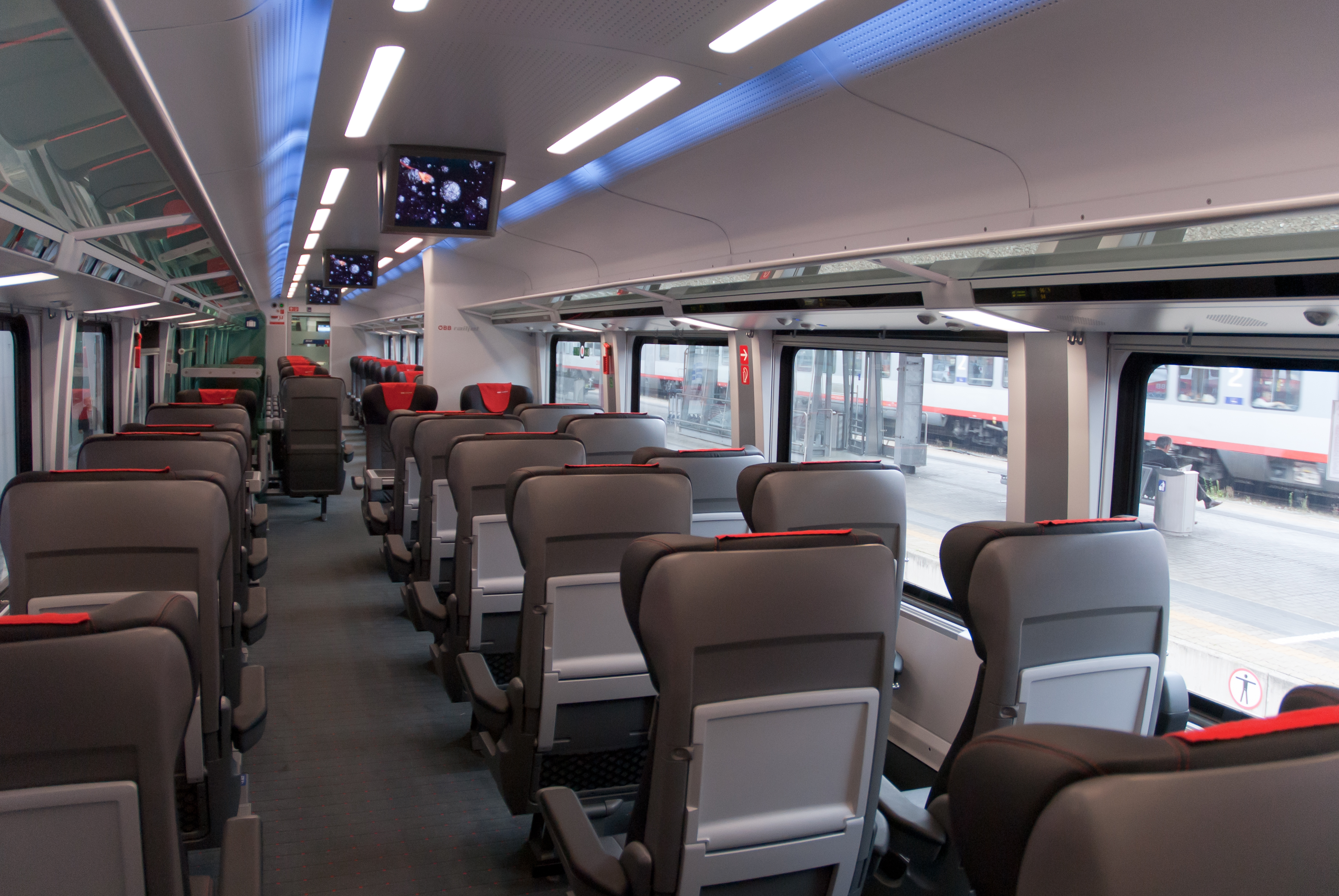
ファーストクラスの様子
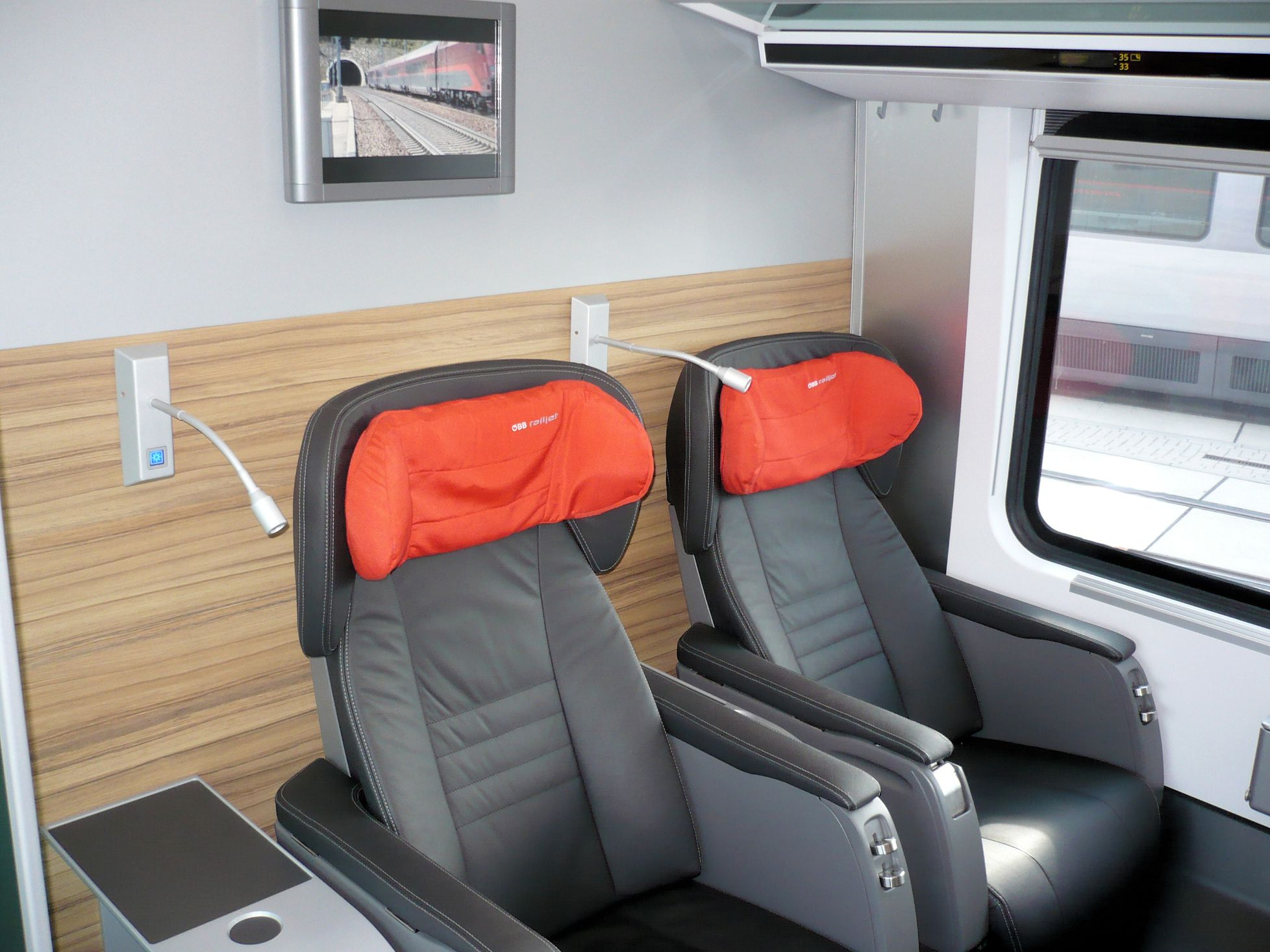
ビジネスクラスの大型シート
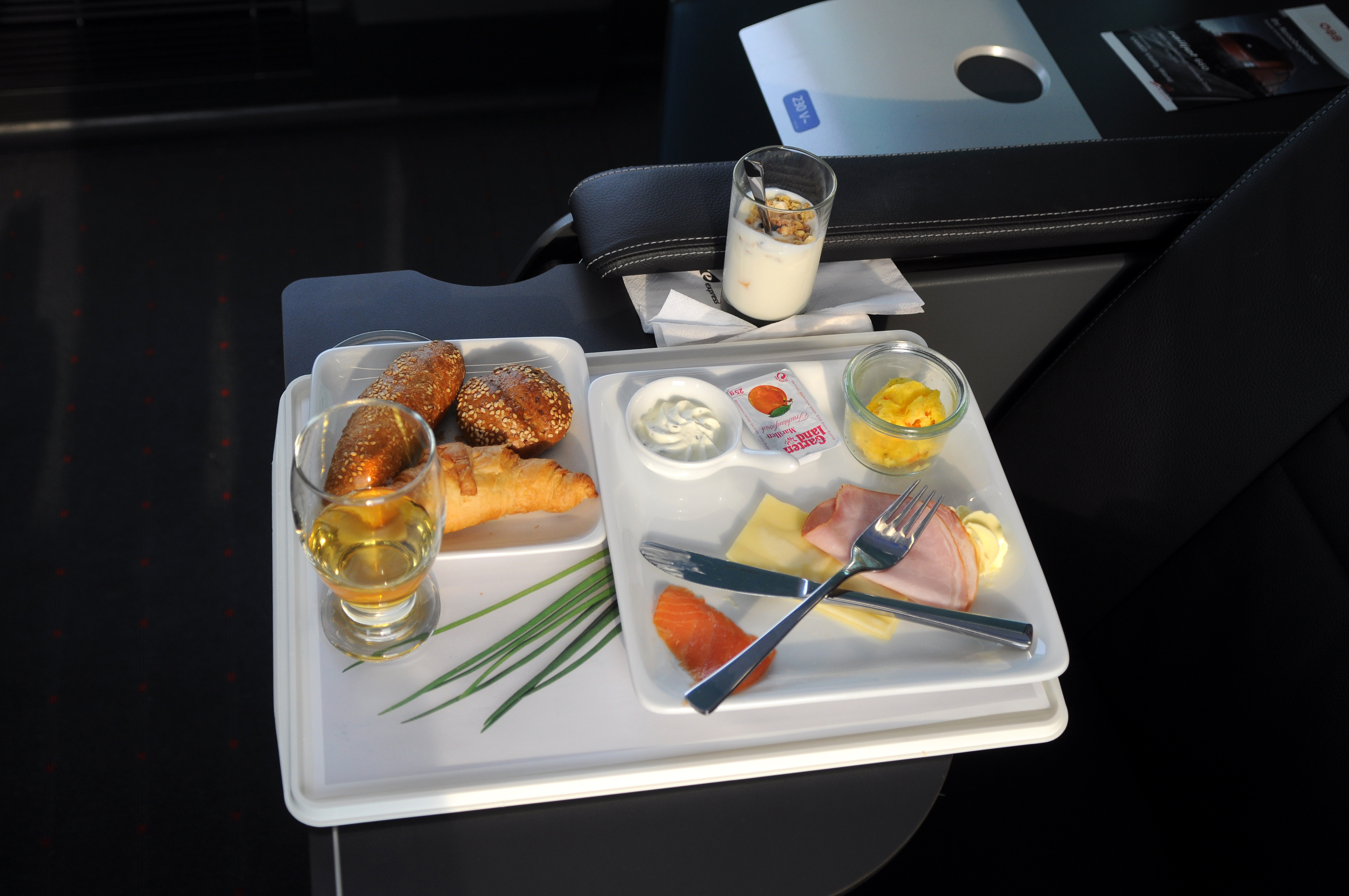
1等車ケータリングサービスの例
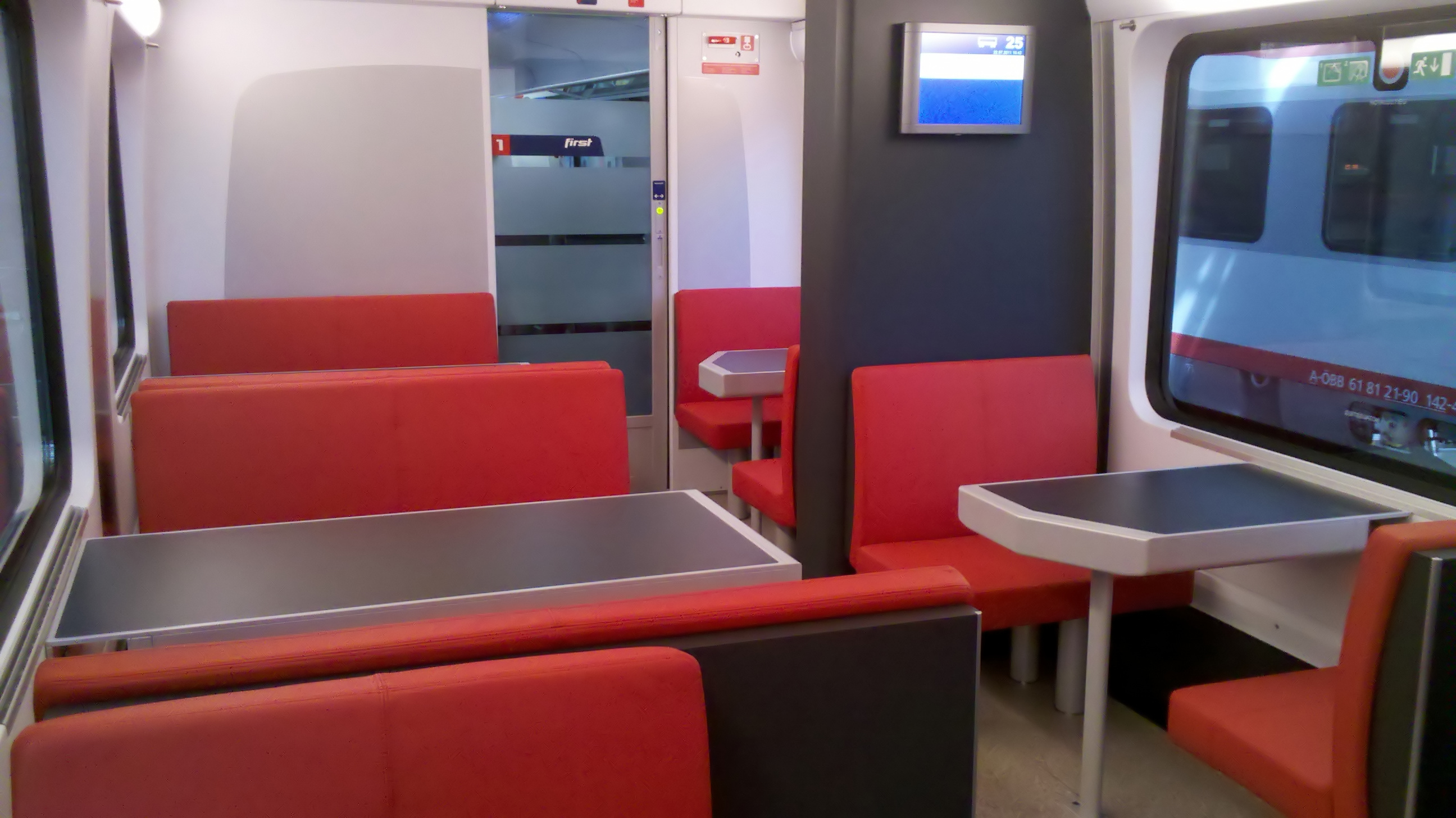
ビストロから生まれ変わった食堂席
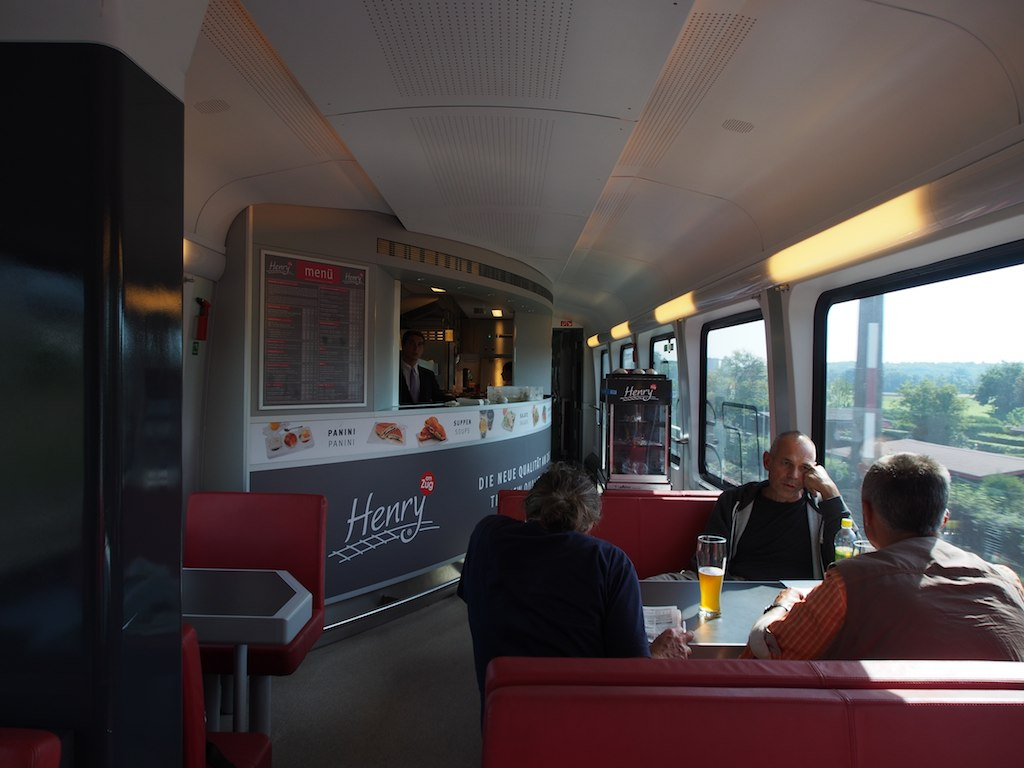
弧を描くビュッフェカウンター

他にもオープンカウンタータイプの乗務員室 infopoint（インフォポイント）、わずかなスペースを利用した子ども用の区画などがある。子ども用区画はさながら映画館のような階段床になっており、壁面に取り付けた液晶テレビでアニメーション映像を放映している。このスペースはドイツ語圏で"Kinderkino"（子ども映画館）と呼ばれる。ÖBBではレイルジェット登場以前から、IC/EC用の車両に存在していた。またČD編成には、10台分の自転車や大型携行品を積載できる荷物室を端部に備えた車両がある。自転車積載については利用者の要望が多く、ÖBBでも6台分の積載スペースを確保するよう改造された。

## 編成
2005年4月に最初の発注（客車7両×23本）がシーメンスに対して行われた。牽引用の電気機関車は当時、同じくシーメンスで量産が続けられていた汎ヨーロッパ機関車「Taurus」（タウルス）に決定し、客車ともども最高速度230 km/hを実現（ただし、最高速度での運転はウィーンやリンツ周辺の一部区間あるいはドイツ国内に限られている）。複数の電源に対応する汎用機関車を用いることにより、国境付近で付け替えせずに直通運転が可能となった。2008年7月には一部車両を改修しての高速試験で275 km/hを記録している。
列車の本格登場に先立ち2007年、塗色を検討するため3両の機関車（1016型034号機・035号機、1116型200号機）に対して試験塗装が施され、それぞれシルバーベース2種とワインレッドベースに塗り替えられた。その中から投票により、6,349票を集めて1位になった1116型のワインレッドが採用された。得票2位の塗装とは52票の僅差であった。なお1016型はレイルジェットの営業運転には使われておらず、もっぱらPR役であった。1016型034号機は2012年までに、035号機は2010年にそれぞれ元のデザインへ戻された。一方、1116型200号機はそのままレイルジェット牽引機となり、現在も専用塗装機として試験色で活躍している。
運行開始までに23編成が出揃ったが、さらに2007年10月には契約オプション行使により44編成の追加発注が行われた。そのうち16編成は2010年10月に、二度目のオプション行使でキャンセル（オフ）となっている。このキャンセル分を活用し、ČDが「スーパーシティ」に次ぐ特急列車網の拡張を図るべく、2012年8月にシーメンスへ発注したものがČD railjetである。発注権利が移譲されているため契約オプションが行使可能で、まずは7編成の製造にとどめられている。ÖBBと比べ、組成変更により2等席が増強されるなどの違いがある。
ÖBB編成は2012年中に最終車両が落成し、総数357両（7両×51本）となっている。一方、ČD編成は2014年初頭より順次落成。5月からは既存のインターシティやユーロシティを置き換えてすでに運用が始まっていた。2014年12月よりレイルジェットとして正式運用。
2024年4月より、バリアフリーに対応したRailjet generation 2と呼ばれる編成の運行を開始した。初代との違いは1編成あたりの両数が9両編成になっている。この編成は9両27編成が納入される予定となっている。

### 車両概要
通常は電気機関車に専用客車7両をつないだ8両編成で営業する。客車は基本的には組み換えないが増減は可能であり、試運転では異なる編成も見られる。以下、営業時の編成を示す（ハイフン横は形式名）。
ÖBB railjet
- 機関車 - ÖBB 1116 / 1216

運行ルートによりいずれかが担当。原則、運行途中の付け替えはない。
- 2等車 - Bmpz

エコノミークラスの中間車。機関車との連結側には貫通路がなく、連結器も前後で異なるため必ずこの位置に組み込まれる。乗降口は機関車との連結側のみ設置し、反対側は荷物置き場。トイレも1箇所のみに減らされている。子ども用区画を擁する。
- 2等車 - Bmpz

エコノミークラスの中間車。編成中もっとも多く組み込まれ、乗降口は両端にある。トイレは片側に2箇所。
- 2等車 - Bmpz

同上
- 2等車 - Bmpz

同上
- 1等/食堂車 - ARbmpz

ファーストクラスとレストランを併せ持つ中間車。乗降口は1箇所でバリアフリー対応しており、補助リフトや大型トイレ、間隔を広く取った座席など車いす使用での乗車を考慮とした造りになっている。食堂区画は車両のおよそ1/2。一端にはインフォポイントがあり、編成の要となっている。
- 1等車 - Ampz

ファーストクラスの中間車。ÖBBのみの形式で、乗降口は両端にある。トイレは片側に2箇所。
- 1等車 - Afmpz

ビジネスクラスとファーストクラスを併せ持ち、一端に運転室を備える制御車。乗降口は両端にあるが室内構造に合わせクラス別の案内標記となっている。レストランを補助する小型ギャレーを設置。トイレはビジネスクラス側に1箇所のみ。

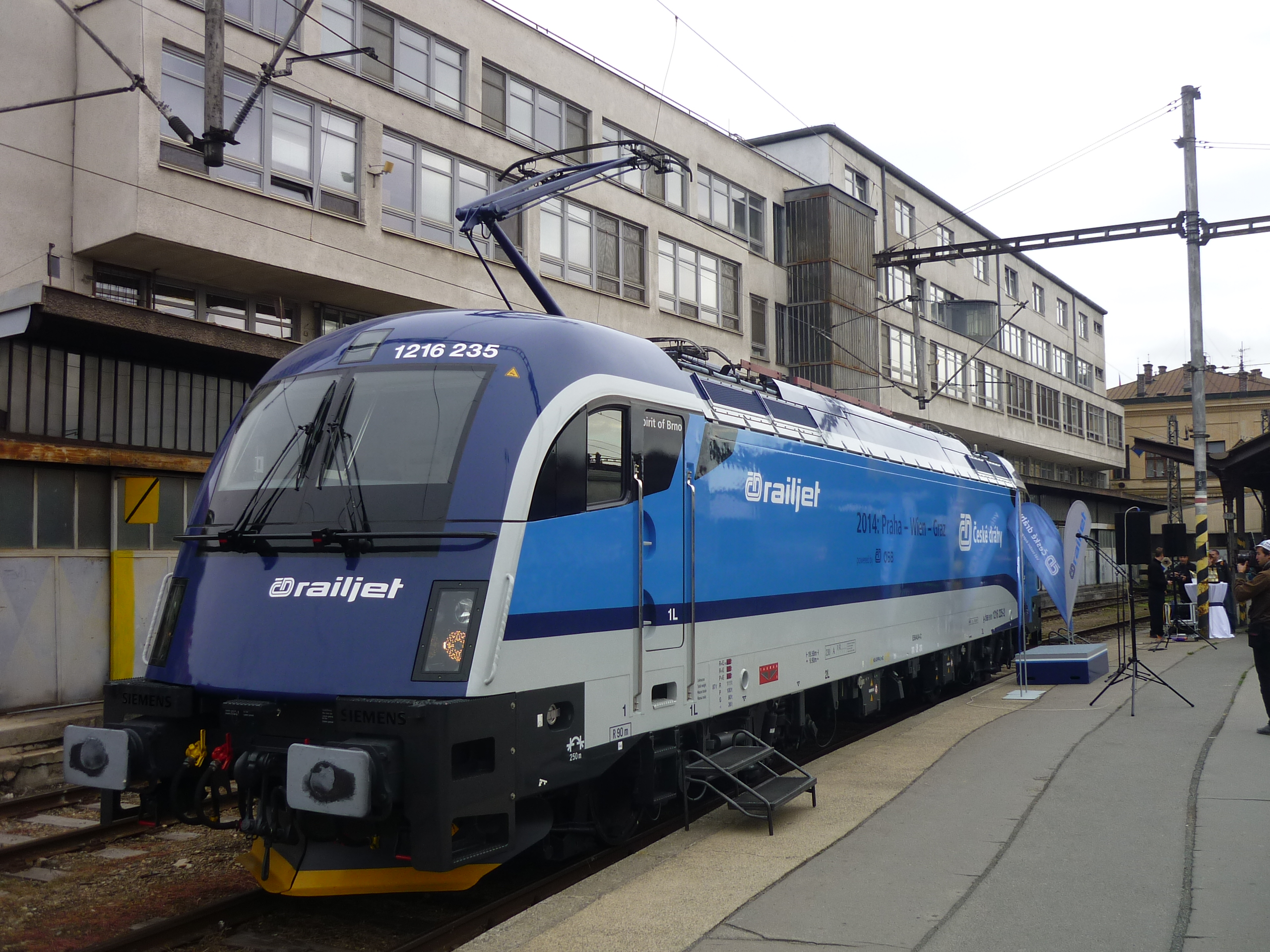
ブルノ本駅でお披露目
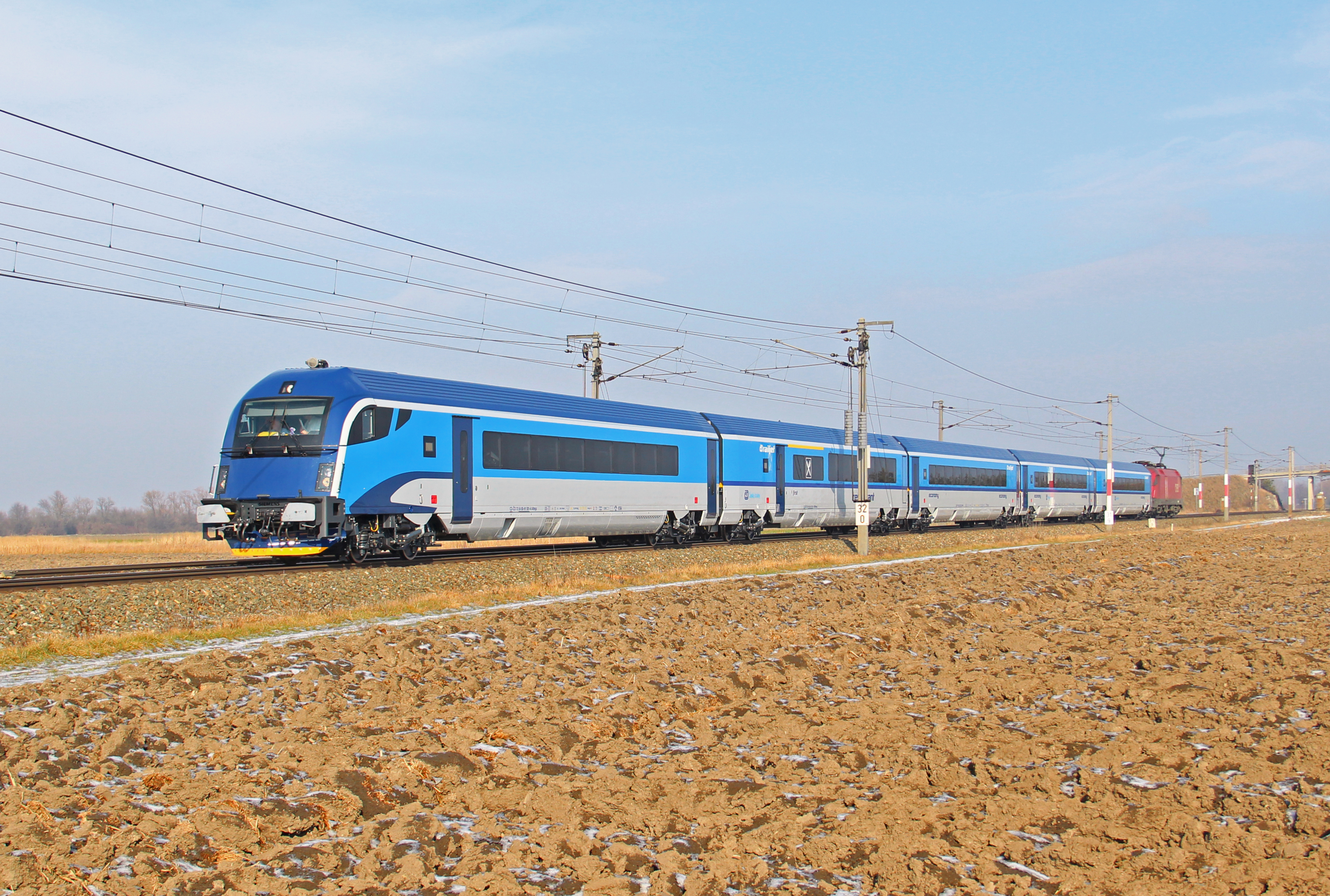
落成直後に短編成で試運転

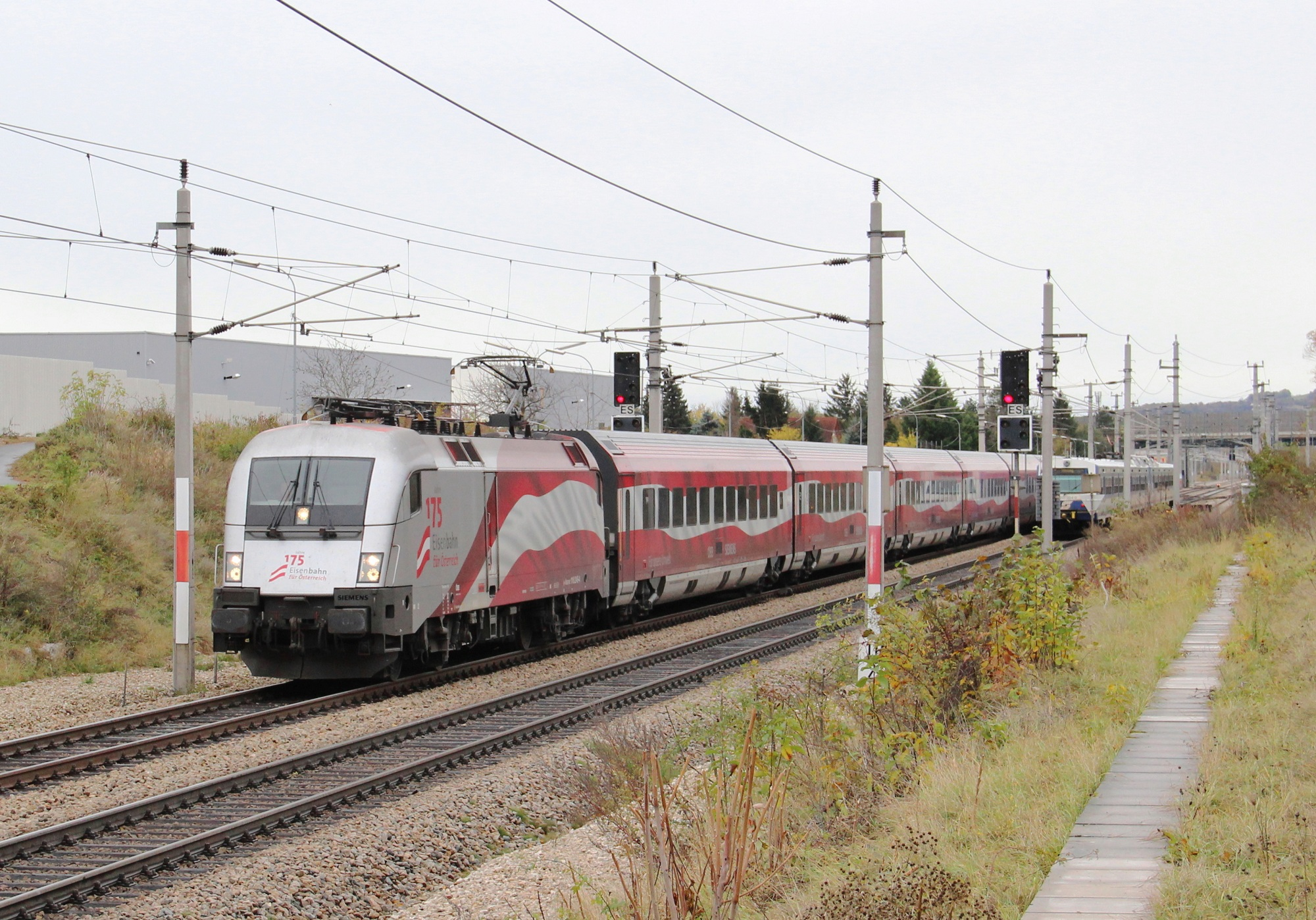
ÖBB開業175周年記念ラッピング編成
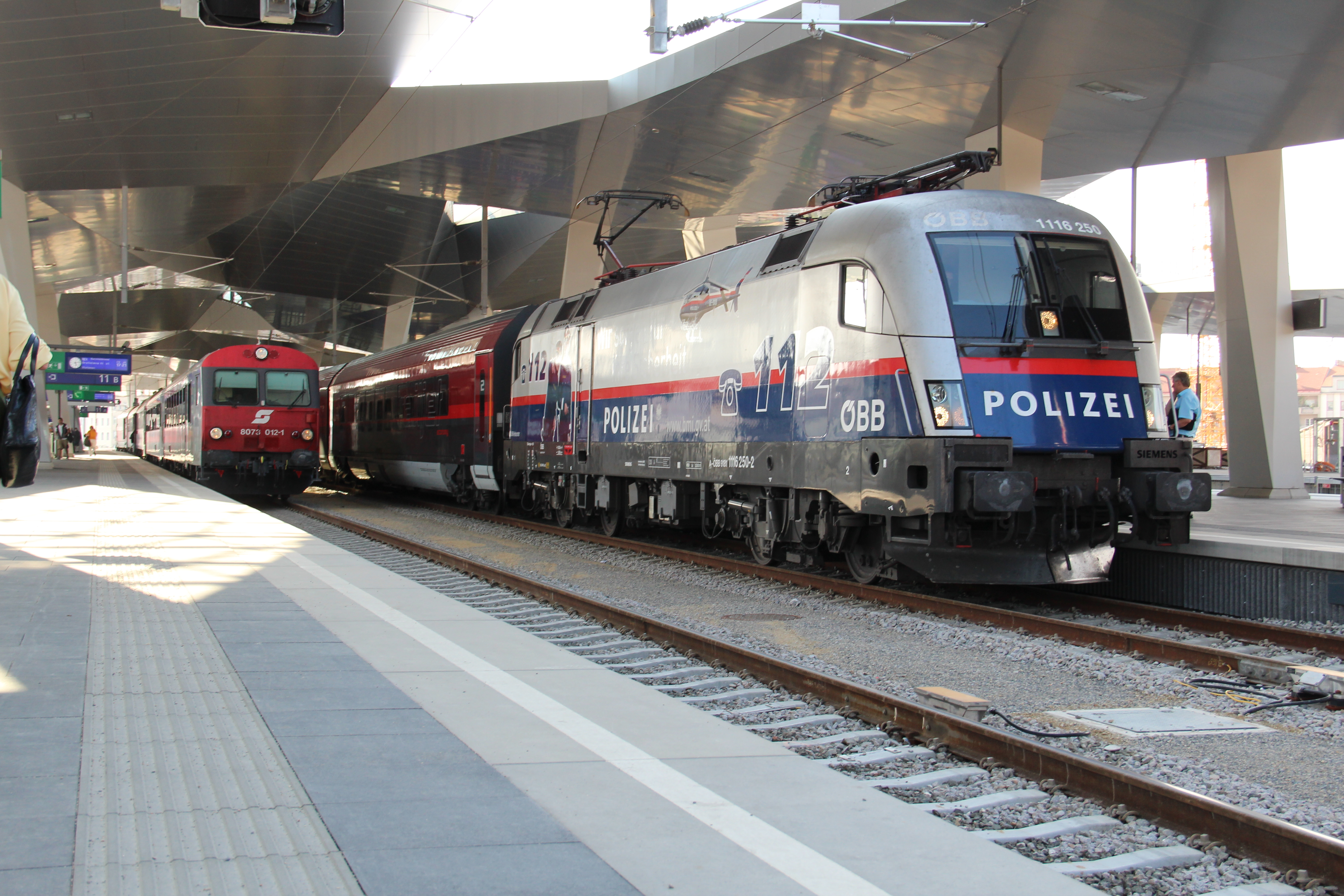
連邦警察ラッピング車
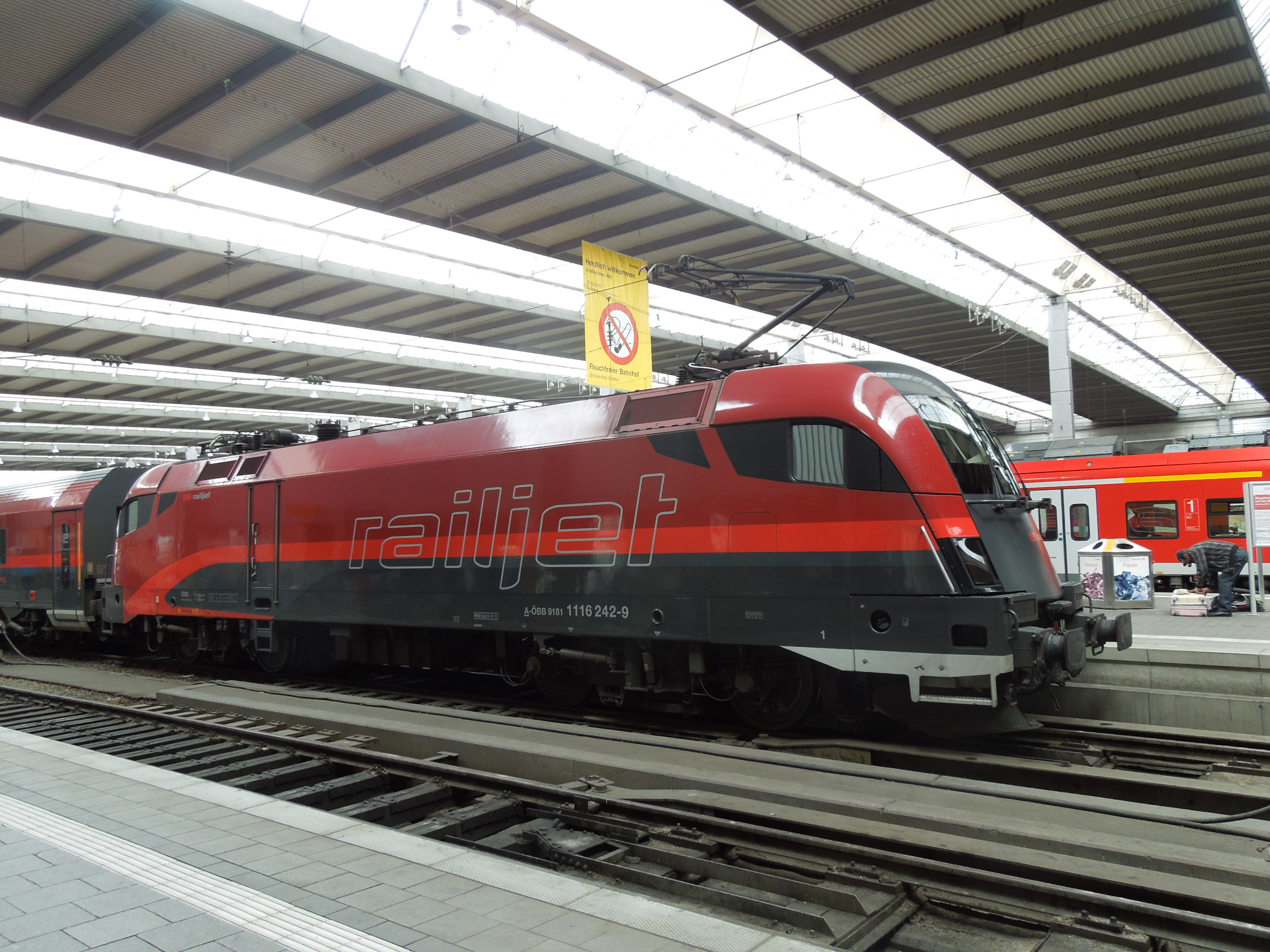
前後逆での運用例

ČD railjet
- 機関車 - ÖBB 1216

ČD編成用に塗装を揃えたÖBBからの貸出車両。
- 2等車 - Bmpz/3

エコノミークラスの中間車。詳細はÖBBの同形車を参照。ただし荷物置き場とは別に荷物室（自転車積載スペース）を新たに設けたため定員は少ない。
- 2等車 - Bmpz/1

エコノミークラスの中間車。詳細はÖBBの同形車を参照。
- 2等車 - Bmpz/1

同上
- 2等車 - Bmpz/1

同上
- 2等車 - Bmpz/1

同上
- 1等/食堂車 - ARbmpz

ファーストクラスとレストランを併せ持つ中間車。詳細はÖBBの同形車を参照。
- 1等車 - Afmpz/2

ビジネスクラスとファーストクラスを併せ持ち、一端に運転室を備える制御車。ÖBB車両と比べファーストクラス席がおよそ3倍に増え、ビジネスクラス席は半分以下に減らされた。隣りの車両にレストランがあるため補助ギャレーも廃されている。
- ブルノ本駅でお披露目
- 落成直後に短編成で試運転

## 運行系統

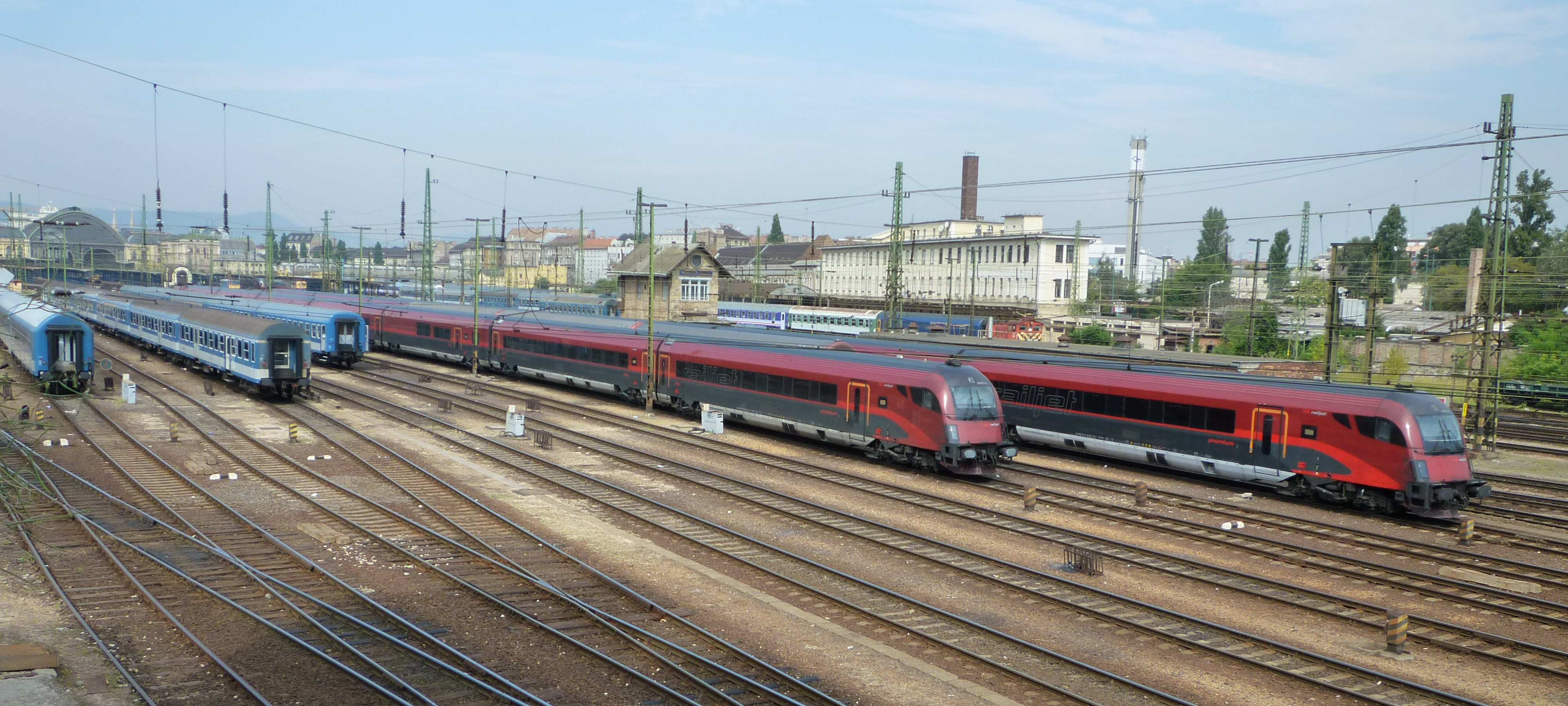
ブダペスト東駅で束の間の休息（背景左端に駅舎）

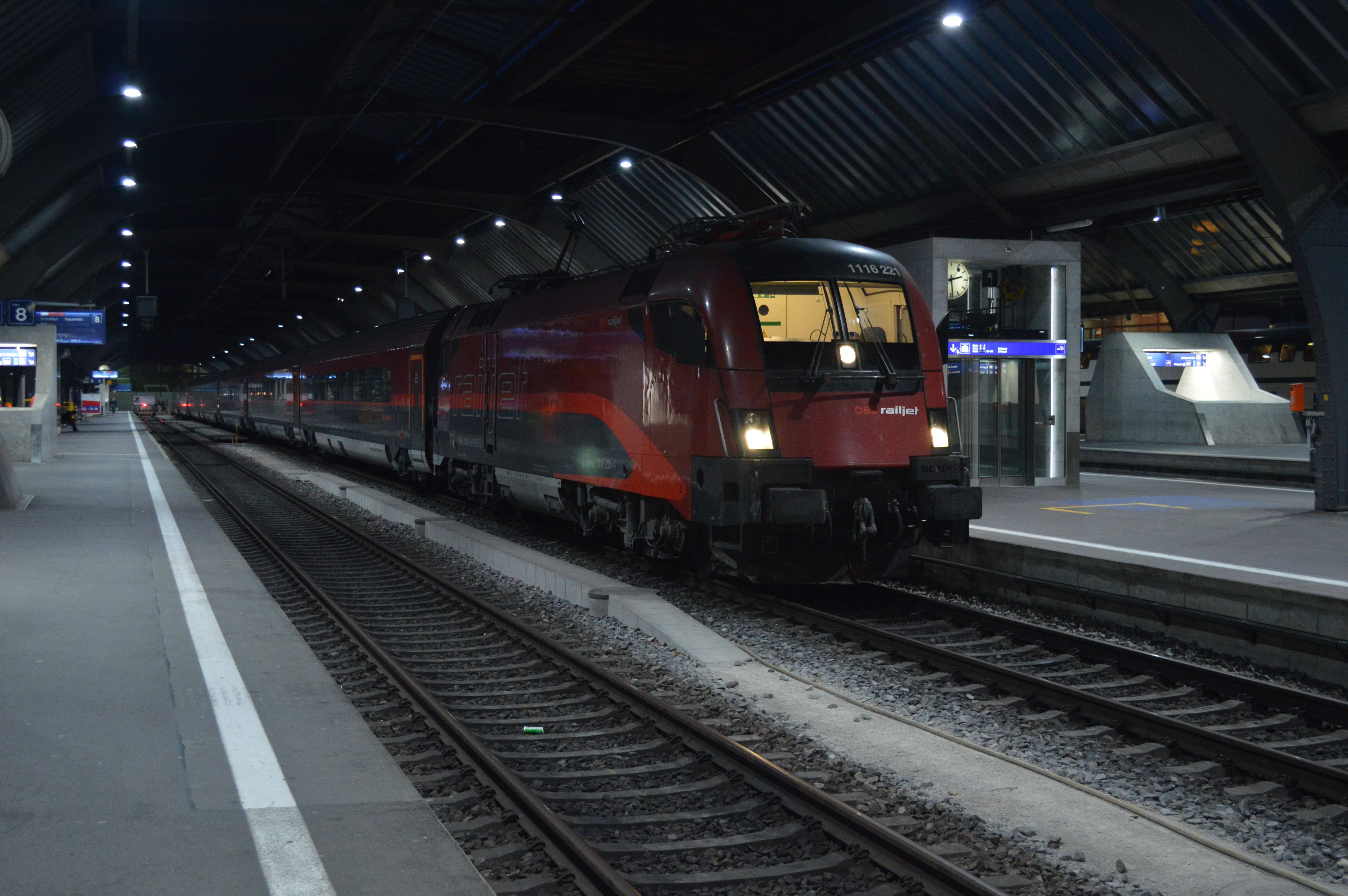
8時間の長旅を終える（チューリッヒ中央駅にて）

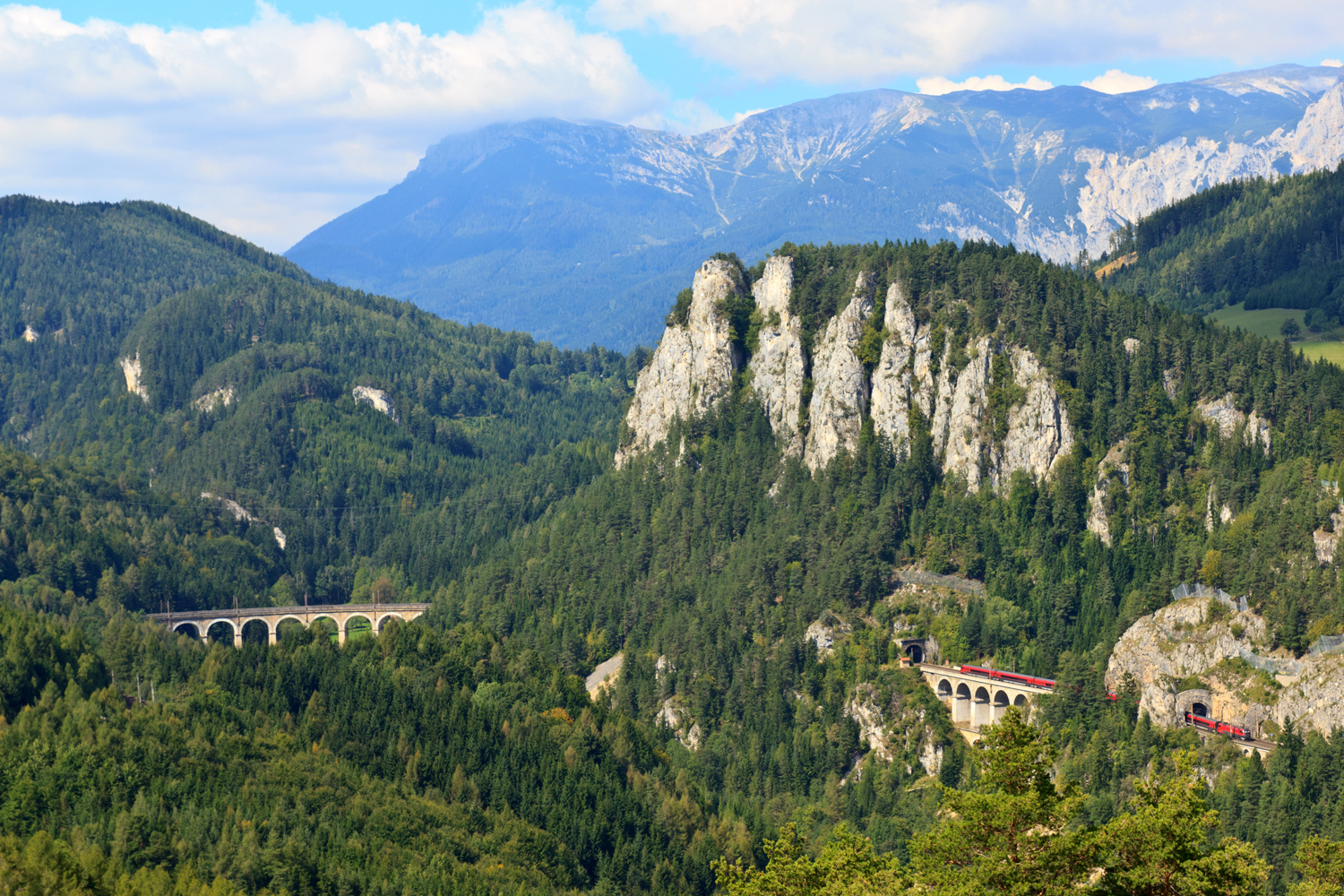
難所ゼメリング峠を行く（列車は右下）

運行路線の制約上、従来から運転されているインターシティやユーロシティと比べて所要時間に大きな差はなく、それぞれ10 - 30分程度の短縮である。ÖBBでは今後、線路改良を進めて220 km/h以上での走行区間を増やす計画になっている。保安装置が各国の鉄道で異なるため、オーストリア国内で常用するもの以外は一部編成のみに搭載されている。そのうちETCSが2012年12月以降、ウィーン - ザンクト・ペルテン間（オーストリア西部鉄道）で導入されたため、全編成をETCS Level2に対応させている。
- （ヴィースバーデン または フランクフルト - シュトゥットガルト - ）ミュンヘン - ザルツブルク - ウィーン - ブダペスト

ドイツ・オーストリア・ハンガリーとを結ぶ、レイルジェットが最初に運用された路線で、ウィーン - ブダペスト間は全席指定席。2008年12月14日ダイヤ改正より運転を開始し、当初はミュンヘン - ブダペスト便とウィーン - ブダペスト便の2往復体制であった。ミュンヘンでICEと接続を取ることにより、ドイツ国内との連携を強化している。2011年のダイヤ改正で週末（金・土・日）にフランクフルトへ直通する便を設定。さらにオンシーズンの土曜日のみ、温泉地として有名なヴィースバーデンからの始発便も設定された。また2012年12月のダイヤ改正よりドイツ国内での速度向上が図られ、230 km/h運転を開始している。
- ウィーン - ザルツブルク - インスブルック - チューリッヒ または ブレゲンツ

オーストリア国内またはオーストリアとスイスを結ぶ路線で、ウィーン - インスブルック間は2009年6月から、それ以西は同年12月からレイルジェットによる運転を開始した。線路の改良が進められていて、230 km/hで走行可能な区間も存在。ダイヤ改正ごとに所要時間が少しずつ短縮されている。
- プラハ - ブルノ - ウィーン - グラーツ または ウィーン - クラーゲンフルト - フィラッハ（ - リエンツ - ヴェネツィア）

チェコおよびオーストリア国内を結ぶ路線で、ウィーン - グラーツ便は2011年10月18日、ウィーン - フィラッハ便は2011年11月7日からそれぞれレイルジェットによる運転を開始。前者は2014年12月よりプラハに延伸され、主にČD編成が使用されている。世界遺産でもあるゼメリング鉄道線を通り、最高速度も160 km/hと遅いため通常の特急と車両以外での変化はないが、将来的にはルートを一部変更して高速化を達成する計画になっている。2013年12月からは一部列車の運転範囲がリエンツまで延長され、2017年からはヴェネツィアに延長された。
その他、最新の運行経路や所要時間はドイツ語版 (Zugläufe im Fahrplan) を参照。